# Stoltenberg
Stoltenberg er en by og kommune i det nordlige Tyskland, beliggende i Amt Probstei i den nordlige del af Kreis Plön. Kreis Plön ligger i den østlige/centrale del af delstaten Slesvig-Holsten.

## Geografi
Landsbyen Stoltenberg er beliggende ved østspidsen af Passader See. I kommunen ligger godserne Ottenhof og Charlottenthal samt gårdene Jabek og Adolfshof.